# Помірний кліматичний пояс

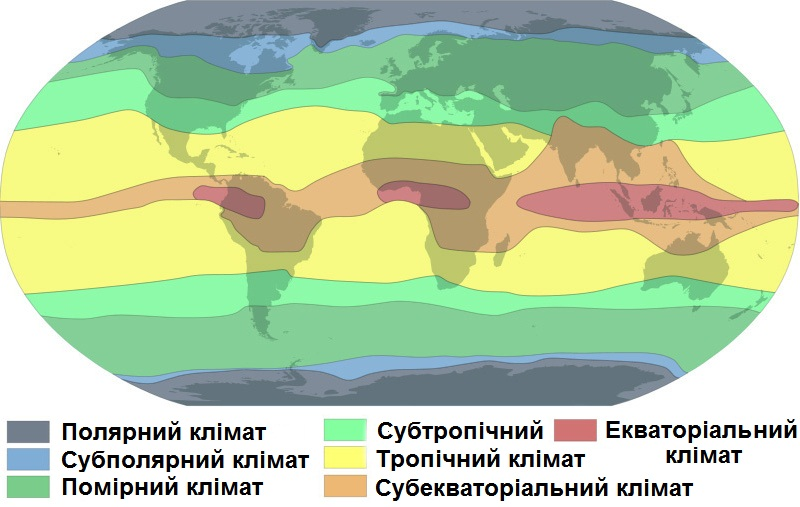
Кліматичні пояси Землі за класифікацією Алісова Б. П.

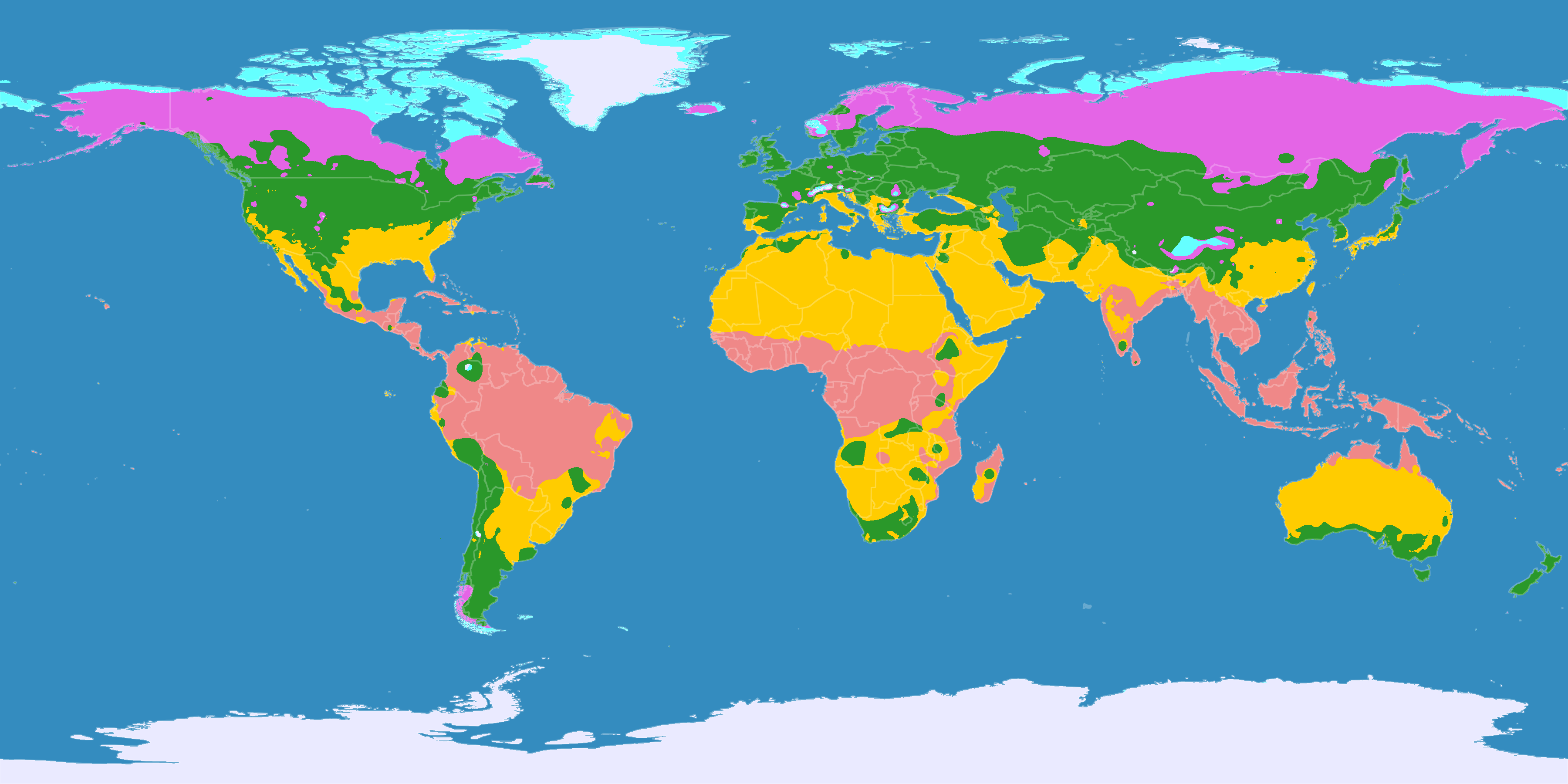
Мапа світу з помірними зонами, виділеними зеленим.

Помірний кліматичний пояс — кліматичний пояс помірних широт Землі, приблизно між 40° і 65° північної широти і між 42° і 58° південної. Помірні кліматичні пояси займають приблизно 25 % усієї площі земної поверхні. Помірний пояс — пояс західного переносу повітряних мас, цілий рік тут панують західні вітри, що приносять атмосферні опади цілий рік у вигляді дощів та снігопадів. Літо помірно тепле (+10°…+32°С), зима досить холодна (+4°С…-30°С). Річна норма опадів сильно різниться на околицях континентів (1000-3000 мм) та вглиб (100 мм — внутрішні райони Азії, панування Монгольського антициклону). Досить виразна різниця річних сезонів.

## Поширення
Помірний кліматичний пояс простягається широкою смугою над помірними широтами (від 40°-45° до полярного кола) Північної Америки та Євразії, в південній півкулі він лише трохи зачіпає околиці Південної Америки (Патагонія, Вогняна земля), північна частина Антарктичного півострова, Тасманія та острів Південний Нової Зеландії. Україна цілком лежить в його межах, в межах помірно-континентального підтипу. Над цими територіями утворюється область низького тиску з активною циклонічною діяльністю. Помірний кліматичний пояс має два головних підтипи.

## Континентальний помірний клімат
Континентальний помірний клімат поширений у внутрішніх районах Північної Америки та Азії. Циклони сюди завітають досить рідко. Літо тепле (+17°…+26°С), зима холодна (-10°…-24°С) зі стійким сніговим покривом. Найчіткіше цей підтип клімату виражений в Якутії — зимові морози —40°С, сухе повітря, майже відсутність опадів (400-600 мм на рік). Область перехідного клімату від морського до континентального займає в основному території Центральної Європи. При віддаленні від океану амплітуда літніх і зимових температур зростає: зима стає помітно холоднішою. Влітку опадів більше, ніж в холодний період року. На території Східної Європи (до Уралу) клімат вважають помірно континентальним.

## Морський помірний клімат
Морський помірний клімат панує над західними околицями материків. Він формується за безпосередньої участі західних вітрів з океанів. Літо прохолодне (+15°…+20°С), тепла зима (вище за +5°С). Атмосферні опади випадають цілий рік в достатній кількості (500—1000 мм, у горах — до 6000 мм). В Європі цей підтип клімату формується під постійним впливом морських повітряних мас з Атлантики. Літо тут прохолодне, зима відносно тепла навіть на узбережжі Скандинавського півострова. При проходженні атлантичних циклонів погода швидко змінюється: влітку можуть бути похолодання, зимою — відлиги.
На східній околиці Євразії, від Камчатського півострова до Корейського панує мусонний підтип клімату. Стійка сезонна зміна постійних вітрів впливає на картину розподілу опадів впродовж року. Взимку тут дмуть холодні мусони на море, утворюючи ясну суху холодну (-20°…-27°С) погоду. Влітку мусони з Тихого океану несуть вологу на материк. На Камчатці та Сахаліні випадає 1600—2000 мм (близько 0,75 річної суми).

## Біота
Значне просторове поширення та сезонні коливання тепла і вологи зумовлюють формування різноманітних ландшафтів (особливо це помітно у Північній півкулі). У межах помірних поясів виділяють такі природні зони:
- океанічні луки,
- декілька лісових зон,
- лісостеп,
- степи,
- напівпустелі і пустелі.

Для океанів у межах помірного кліматичного поясу характерні значні річні коливання температури й солоності, багатий органічний світ.